# Kokh

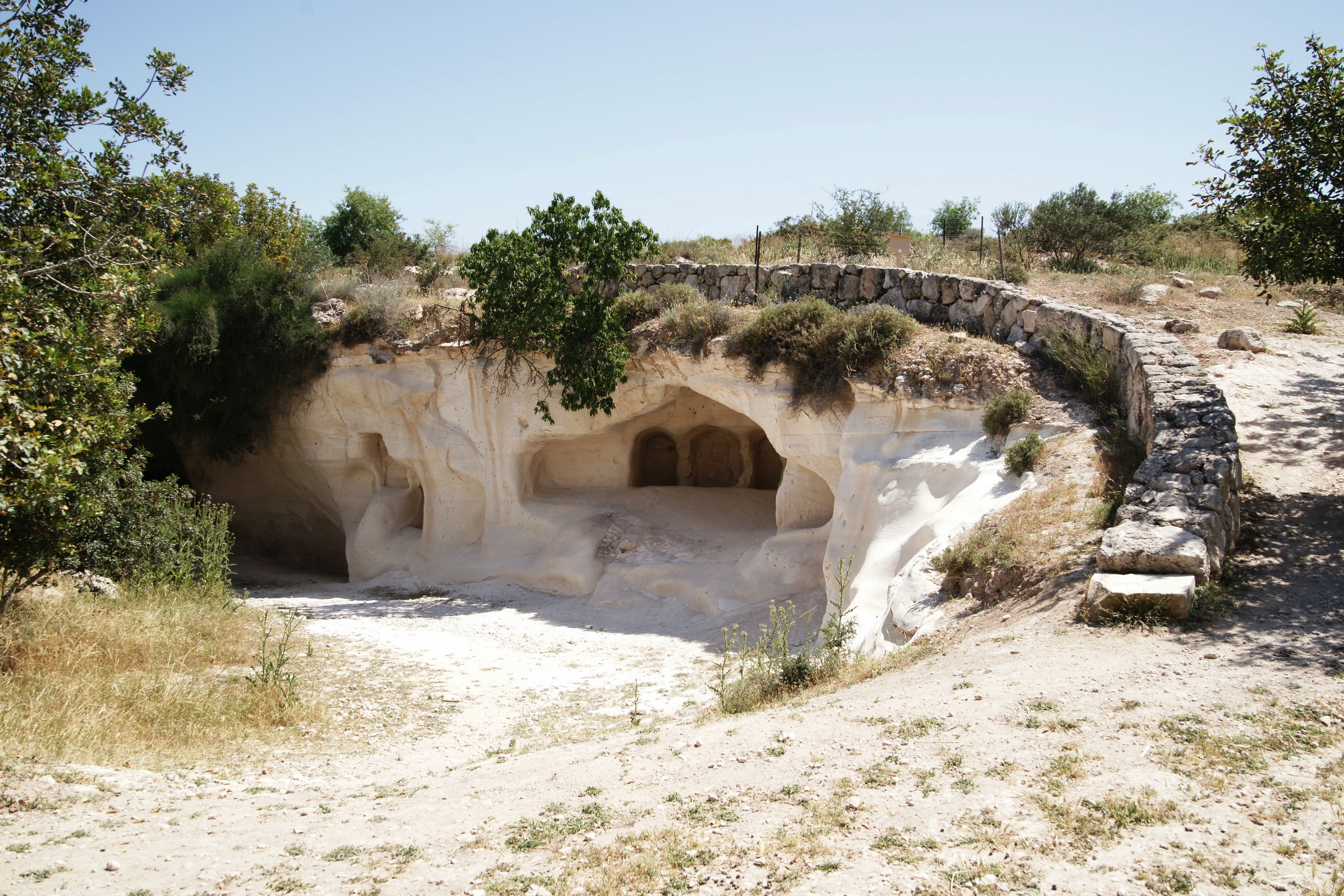
Maresha-kokhim

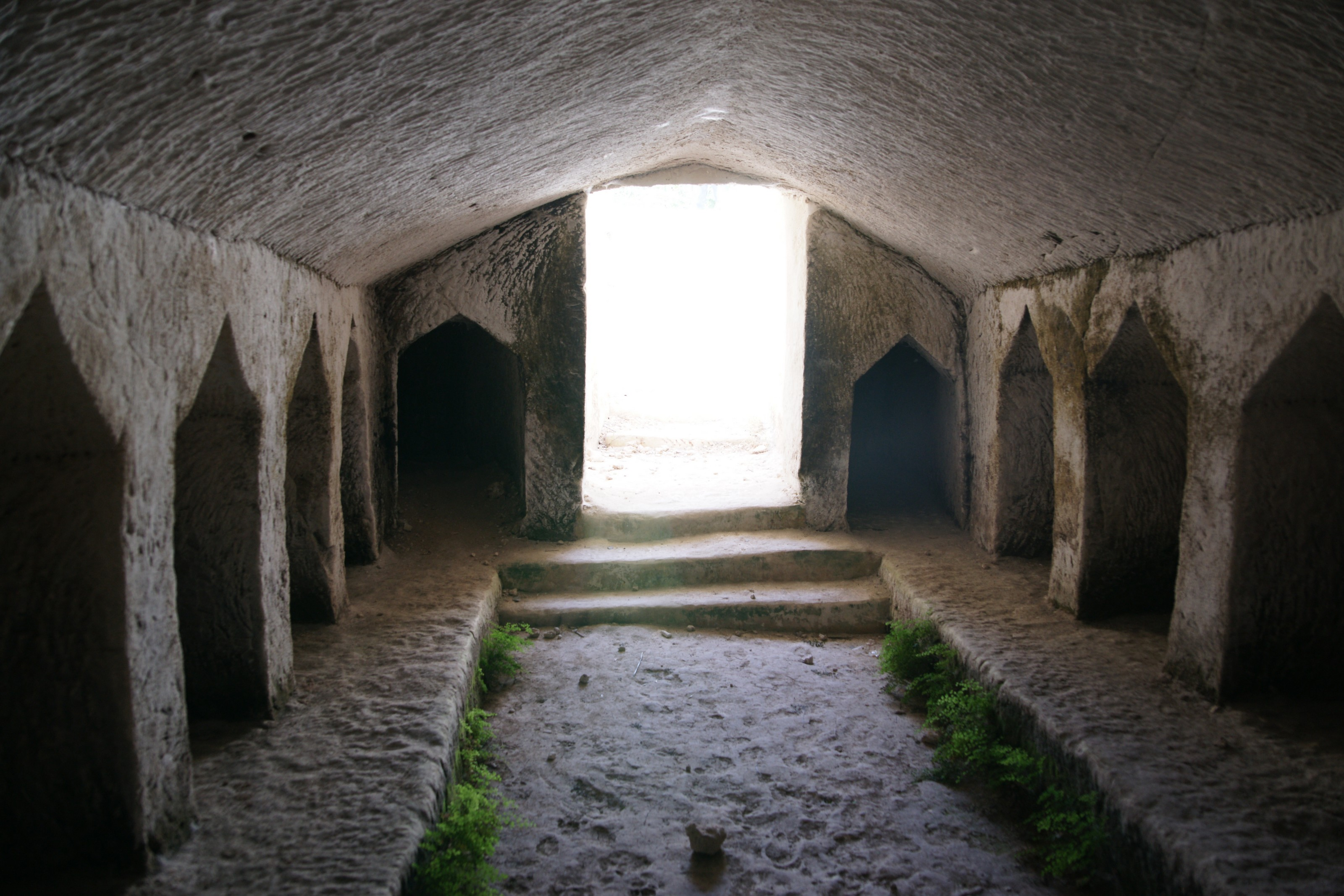
Maresha-kokhim

Ein Kokh (Plural: kokhim, hebräisch כּוּךְ;&lmr; Kūch; Aramäisch: „Ofen“) ist eine durch eine Reihe von engen Grabkammern, die radial von einer zentralen Kammer ausgehen, gekennzeichnete Grabanlage, die in der Regel in den Felsen gehauen und mit einer Steinplatte verschlossen wurde. Dies entspricht dem hebräischen Begriff loculus. Kokhim sind nahöstliche Gräber; in Israel stammen sie aus der Zeit des 2. Tempels (etwa 515 v. Chr.) Die Verwendung des Begriffs ist in der rabbinischen Literatur häufig und wurde 1932 von Eleasar Sukenik (1889–1953) in einer aramäischen Inschrift in einem Grab im Kidrontal entdeckt.
Ein Kokh ist etwa 2,0 m lang und 50 cm breit. Seine Größe variiert von Grab zu Grab. Die Verschlussplatte ist dafür ausgelegt, mehrfach geöffnet zu werden. Bei Ausgrabungen wurden mehrere noch versiegelte Kokhim entdeckt. Kokhim haben kleine Kanäle, die in die zentrale Kammer führten, um Wasser, das durch das Gestein sickert, zu entleeren.
Kokhim liegen am westlichen Ende der Grabeskirche in Jerusalem. Die Kirchenmauer verläuft durch das Zentrum der Anlage, die dadurch partiell zerstört ist. Weitere Kokhim liegen in den Ausläufern der Judäischen Berge, aber auch in Petra.